# Quarto do Resgate

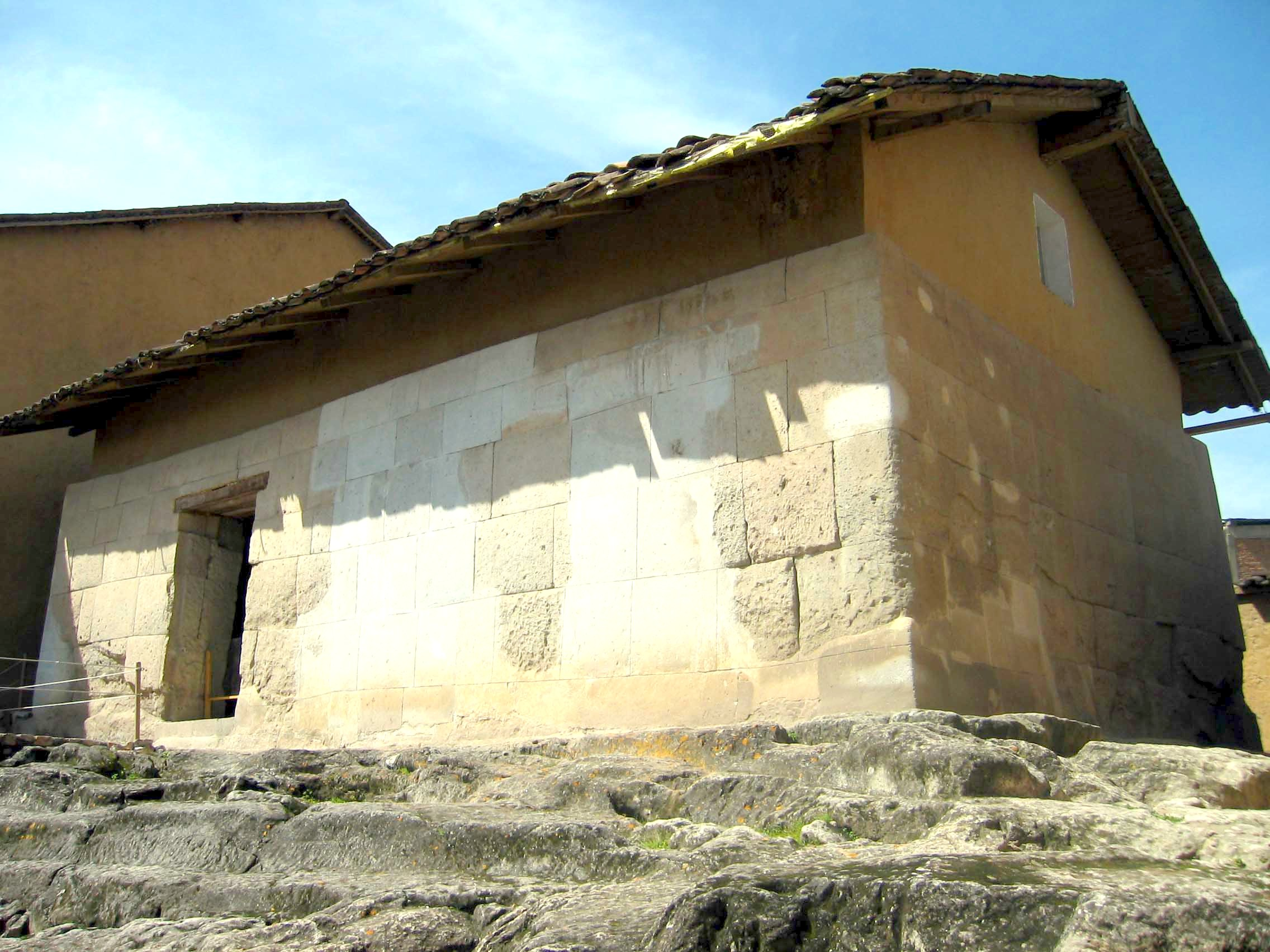
Vista exterior do Quarto do Resgate, em Cajamarca.

O Quarto do Resgate é uma habitação de pedra localizada em Cajamarca, Peru. Suas dimensões são 11,80 m de largura, 7,30 m de comprimento e 3,1 m de altura. O recinto é considerado pelos historiadores peruanos o lugar onde ficou detenido e passou os seus últimos dias Sapa Inca Atahualpa, entre os dias 16 de Novembro de 1532 e 23 de Julho de 1533 depois de ter sido capturado pelos Conquistadores espanhóis. 